# Lilla Hemsjön
Lilla Hemsjön är en sjö i Lekebergs kommun i Närke och ingår i Norrströms huvudavrinningsområde. Sjön är 4 meter djup, har en yta på 0,176 kvadratkilometer och är belägen 103,1 meter över havet.

## Delavrinningsområde
Lilla Hemsjön ingår i det delavrinningsområde (655608-143493) som SMHI kallar för Utloppet av Teen. Medelhöjden är 91 meter över havet och ytan är 34,67 kvadratkilometer. Räknas de 29 avrinningsområdena uppströms in blir den ackumulerade arean 653,78 kvadratkilometer. Avrinningsområdets utflöde Norrström (Eskilstunaån) mynnar i havet. Avrinningsområdet består mestadels av skog (55 procent). Avrinningsområdet har 6,9 kvadratkilometer vattenytor vilket ger det en sjöprocent på 19,9 procent. Bebyggelsen i området täcker en yta av 0,44 kvadratkilometer eller 1 procent av avrinningsområdet.